# باسیلیسک
سوسمار آتش‌دَم یا باسیلیسک (انگلیسی: Basilisk ‎/ˈbæsɪlɪsk/‎ یا ‎/ˈbæzɪlɪsk/‎، به یونانی: βασιλίσκος basilískos، به معنی «شاه کوچک»؛ لاتینی: regulus) خزنده‌ای افسانه‌ای است که به «شاه مارها» مشهور است و گفته می‌شود قدرتی دارد که تنها با یک نگاه باعث مرگ انسان شود. نویسندهٔ روم باستان پلینیوس یا پلینی در دانشنامه معروف خود تاریخ طبیعی پلینی نوشته که باسیلیسک قیروانی مار کوچکی است که «بیش از دوازده انگشت طول ندارد». این موجود افسانه‌ای بسیار سمی است و نه‌تنها پره‌های گستردهٔ دنباله‌هایش زهرآگین است بلکه همچنین نگاه کردن خیره او نیز برای انسان می‌تواند کشنده باشد. نقطه ضعف او بوی جانوران پستانداری شبیه به راسو است که بنا به نوشته پلینیوس وقتی دانسته شد که چون به سوراخ باسیلیسک پرتاب گردید او تمام بوته‌ها و چمن‌های اطراف خود را سوزاند و ویران کرد. ممکن است که افسانهٔ اروپایی باسیلیسک و ارتباط آن با جانوری شبیه راسو از گونه خاصی از مارهای آسیایی (مانند شاه کبرا) و دشمن درنده‌اش در طبیعت به نام خدنگ الهام گرفته شده باشد.
باسیلیسک جانور نگهبان و نماد سنتی شهر بازل در سوئیس نیز هست.

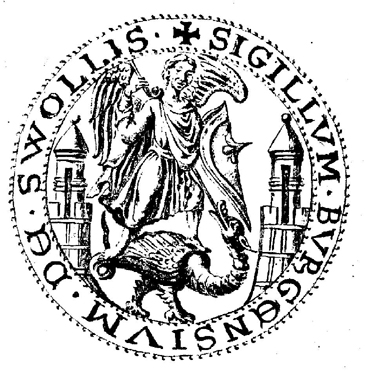
نشان شهر زووله در هلند ۱۲۹۵. میکائیل مقدس در حال به هلاکت رساندن یک باسیلیسک

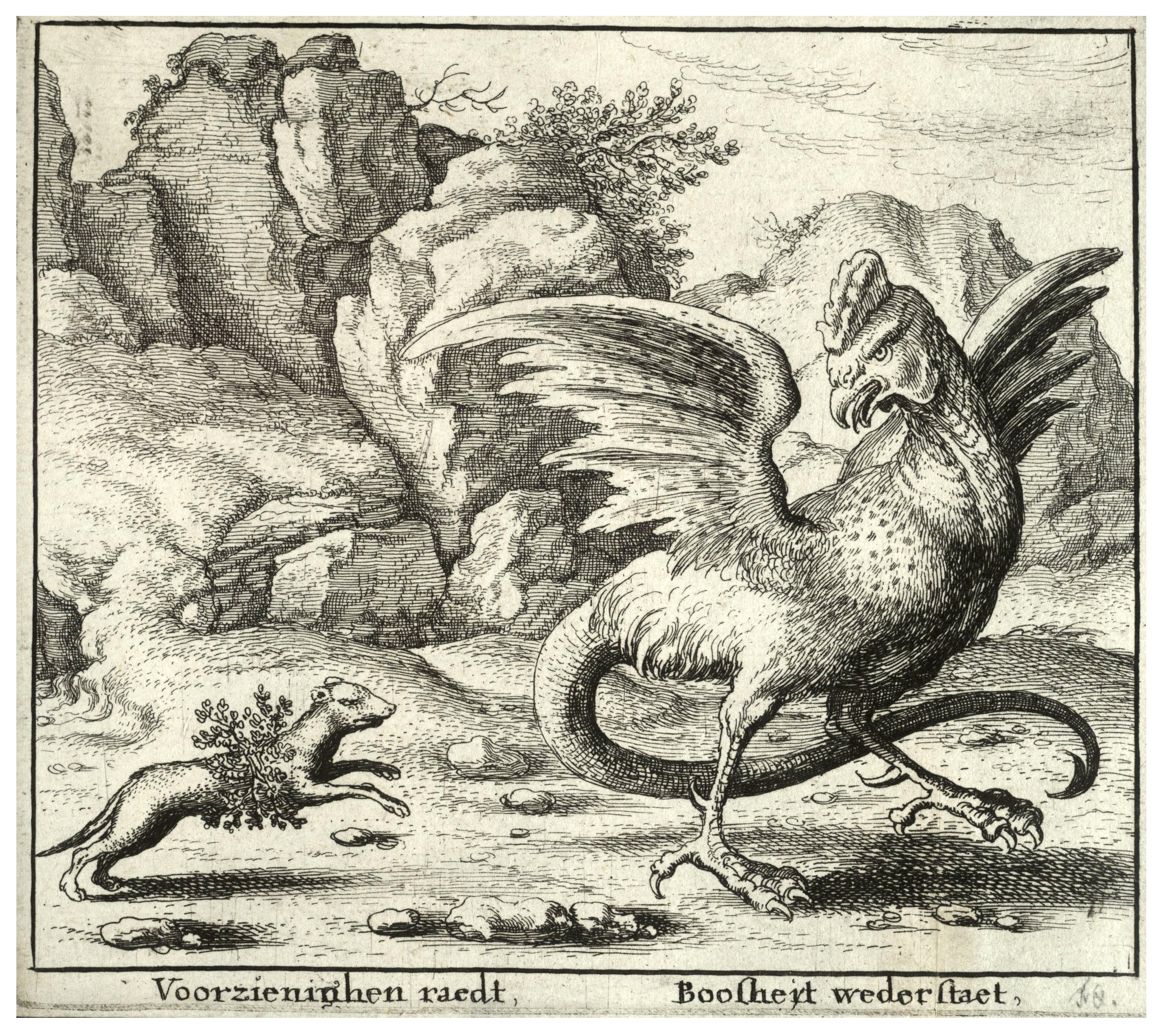
باسیلیسک در نبرد با راسو در یک نقاشی چاپی منسوب به ونسسلاس هالر

## در افسانه‌ها

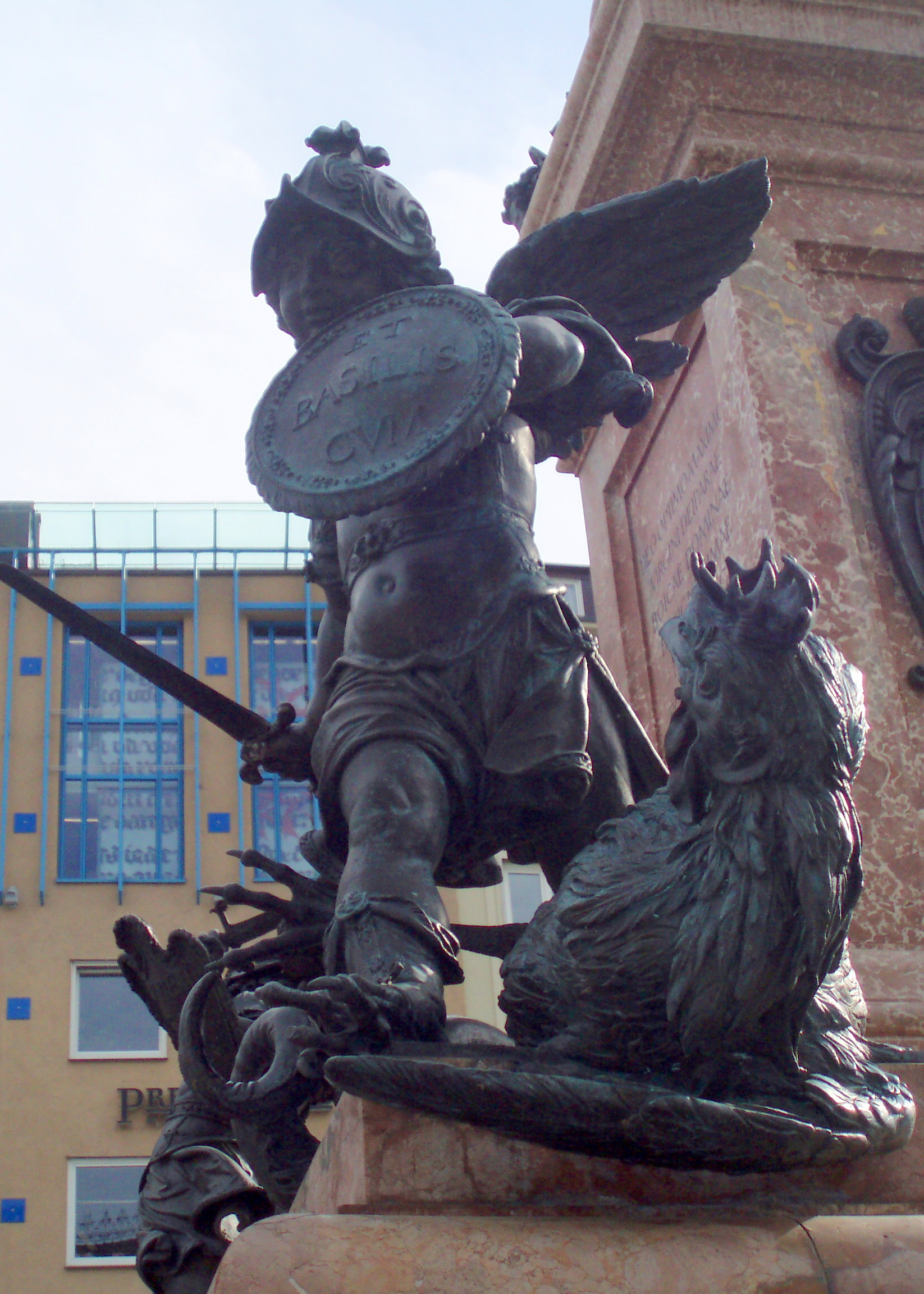
یک پوتو باسیلیسک را می‌کشد. نمادی از اشغالگران سوئد در جنگ سی‌ساله و ارتداد پروتستانی در مارین پلاتز، مونیخ. نصب در سال ۱۶۳۸.

از آن رو باسیلیسک به نام «پادشاه» مشهور است که در افسانه‌ها آمده بر سرش نوعی تاج دارد که بی‌شباهت به کلاه قدیسین ارتدوکس نیست. آنگونه که در داستان‌ها، باسیلیسک را توصیف می‌کنند نمی‌توان او را به طور کامل از مارهای افسانه‌ای یا انواع اژدها بازشناخت. در افسانه‌ها آمده باسیلیسک از تخم یک مار یا وزغ زاده شد که خروسی بر روی آن می‌نشست. (برعکس مارهای افسانه‌ای یا اژدها، که گفته می‌شود حاصل تخم یک خروس است که یک مار یا وزغ بر روی آن می‌نشسته) شرحی که در اروپای قرون وسطی از این جانور داده‌اند تا حد زیادی برگرفته از ویژگی‌های خروس است.
یکی از اولین جاهایی که سخن از باسیلیسک آمده در تاریخ طبیعی پلینی است که در حدود ۷۹ میلادی نوشته شده است.
ایزیدور سویل (۵۶۰–۶۳۶) از باسیلیسک به سبب تابش خیره کننده و نفس کشنده‌اش به عنوان پادشاه مارها نام برده است. برای اولین بار سینت بید (۶۷۲–۷۳۵) مطرح کرده که باسیلیسک از تخم مرغی توسط یک خروس کهنسال متولد شد و پس از او دیگر نویسندگان به این داستان پروبال داده‌اند.
الکساندر نکام (درگذشت ۱۲۱۷) برای اولین بار نه از تابش خیره کننده بلکه از نفس فاسد باسیلیسک به عنوان ابزار کشتار یاد می‌کند و این نظر یک سده بعد توسط پیترو دابانو توسعه یافت.
کشیش سرپرست کلیسا تئوفیلوس (۱۰۷۰–۱۱۲۵) دستور العملی در کتاب خود برای ایجاد یک باسیلیسک افسانه‌ای ذکر می‌کند تا به کمک آن مس را به طلا اسپانیایی تبدیل کنند. ترکیب او از پودر خون باسیلیسک، پودر خون انسان، مس قرمز، و یک نوع خاص از سرکه تشکیل شده بود.
داستان‌ها به تدریج به قابلیت‌های مرگبار باسیلیسک آمیخته شد. مانند آنکه از او به عنوان یک جانور بزرگ یاد کردند یا قدرت نفس آتشین و کشتار با صدایی مهیب را به آن اضافه کردند. برخی از نویسندگان حتی مدعی شدند که نه تنها لمس باسیلیسک می‌تواند موجب مرگ شود بلکه اگر او چیزی را لمس کند، به عنوان مثال یک شمشیر، آن شی هم به هر کس بخورد او را خواهد کشت. همچنین، برخی از داستان‌ها گفتند که نفس او به شدت سمی است و اغلب بی‌درنگ منجر به مرگ می‌شود.
لئوناردو دا وینچی در رساله‌ای گفت باسیلیسک کاملاً بی‌رحم است چندانکه می‌تواند حیوانات را با نگاه خیره مصیبت بارش بکشند و آنان را به گیاه و رستنی تبدیل کند و با ثابت نگاه داشتن نگاه خود بر روی آنها باعث آسیب یا صدمه زدن به آنان شود. او در دفترچه خود توصیفاتی از باسیلیسک ارائه می‌دهد که به وضوح آشکار است مستقیم یا غیرمستقیم از پلینی برداشت شده. او همچنین در زیل شرح جانوری شبیه به راسو نوشته این جانور لانه باسیلیسک را پیدا کرده و با بوی ادرار خود او را می‌کشد و البته این بوی، در واقع خود این جانور را هم خواهد کشت.
در سنت اساطیر اسپانیایی کانتابری از باسیلیسک به نام «باسیلیسکو» یاد می‌شود و براین اعتقادند که این موجود در بسیاری از نقاط زمین ناپدید شده اما هنوز هم در کانتابریا زندگی می‌کند. اگر چه بسیار نادر می‌توان او را دید.

## خاستگاه

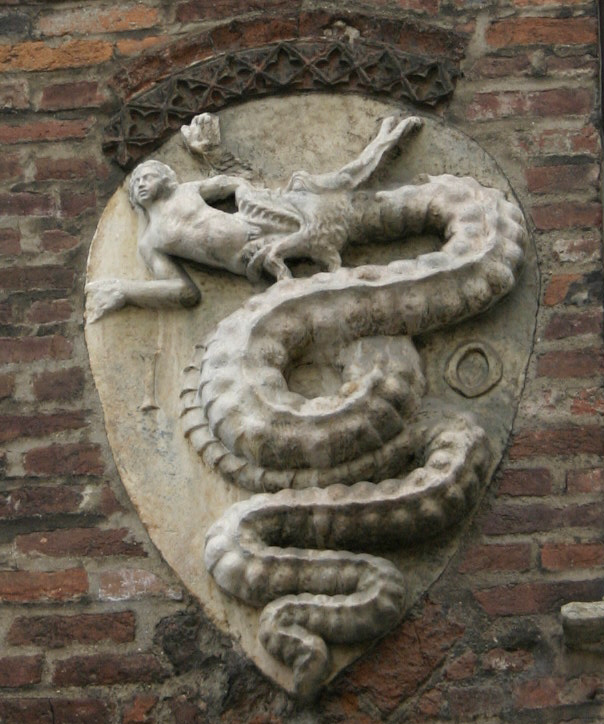
نشان بیسکیون مربوط به خانه ویسکونتی متعلق به اسقف اعظم جیووانی ویسکونتی (۱۳۴۲–۱۳۵۴) در کاخ اسقف اعظم در پیازا دومو، میلان. دو طرف حروف I و O را دربر دارد.

برخی بر این باورند که ممکن است مارهای کبرا موجب پدید آمدن داستان‌های افسانه‌ای باسیلیسک شده باشد. کبرا می‌تواند به حالت ایستاده بماند و همانند بسیاری از مارها در مناطق مختلف، توسط جانورانی شبیه به راسو یا خدنگ می‌تواند کشته شود. شاه کبرا یا حوری جنگلی یک نشان تاج مانند بر روی سر خود دارد و گونه‌های مختلفی از کبرا می‌توانند توسط پرتاب تف زهرآگین از راه دور، اغلب به چشم شکار، او را بکشند. کبرای مصری که در صحرا زندگی می‌کند یک نماد سلطنتی است.

## در منابع فرهنگی
در منابع فرهنگی مختلف از باسیلیسک ذکرهایی به میان آمده است. ازجمله در نسخه انگلیسی تجدید نظر شده انجیل در اشعیا ۱۴ آیه ۲۹ و مزامیر یا زبور داوود در مزمیر ۹۱ آیه ۱۳. به نظر می‌رسد این افسانه در نسخه هفتادگانی و نسخه لاتین قدیمی کتاب مقدس پیدا شده باشد. هر چند در اکثر نسخه‌های ترجمه شده به زبان انگلیسی که در هنر اوایل قرون وسطی آنجایی که مسیح بر جانوران پامی‌گذارد چنین موضوعی گنجانده نشده است.
ویلیام شکسپیر در ریچارد سوم از زبان «آن نویل» که به تازگی بیوه شده در شنیدن تعارفات اغوا کنندهٔ قاتل شوهرش (ریچارد، دوک گلاستر) درباره چشمان خود، جواب می‌دهد «آرزو می‌کنم کاش چشمانم بسان یک باسیلیسک بود تا می‌توانست تو را هلاک کند».
همچنین ساموئل ریچاردسون، جاناتان سویفت، رابرت براونینگ، الکساندر پوپ، پرسی بیش شلی، چارلز دیکنز و بسیاری دیگر از شاعران و نویسندگان صاحب نام در آثار خود به این موجود افسانه‌ای اشاره کرده‌اند یا از قدرت‌های او نام برده‌اند.
در هری پاتر و تالار اسرار اثر جی. کی. رولینگ نیز باسیلیسک به عنوان هیولایی در داخل تالار اسرار به چشم می‌خورد.
افزون بر این در بسیاری از بازی‌های ویدئویی نظیر سری بازی‌های کسلوانیا، دارک سولز، ویچز، فاینال فانتزی باسیلیسک نقش‌های مختلفی برعهده دارد.